# Badger Badger Badger
Badger, Badger, Badger ist ein frühes Internetphänomen bzw. Meme aus dem Jahr 2003. Dieses beruht auf einer mit Musik und sinnlosem Text unterlegten Flashanimation von Jonti Picking, in der rhythmisch zappelnde Dachse (englisch: Badger), Pilze und eine Schlange vorkommen.
Nachdem die Animation am 5. September 2003 im wöchentlichen B3ta-Newsletter veröffentlicht wurde und kurz darauf auch in verschiedensprachigen Foren, darunter auch die für ihre Flashanimationen bekannte Website Albinoblacksheep.com, auftauchte, verbreitete sie sich schnell online.
Auf der Videoplattform YouTube wurde die Animation zwischen 2008 und 2023 etwa 40 Millionenfach abgerufen.

## Verbreitung und Verwendung
Mittlerweile werden die Textzeilen (meistens „Badger Badger Badger“) häufig dafür verwendet, um auf den absolut dadaistischen Inhalt des darauffolgenden Postings hinzuweisen.
In dem MMORPG Dark Age of Camelot wird das Lied im Ladebildschirm als „Tipp“ zitiert. Außerdem ist es möglich, einige der im Spiel vorkommenden Dachse mit „Badger Badger Badger“ anzusprechen, worauf diese mit „Mushroom… MUSHROOM!!!“ oder „Snaaaaake… a snake!“ antworten.
In dem Ende 2011 erschienenen Spiel Postal III existiert eine Badgersaw. Der Protagonist ruft bei Verwendung dieser ab und zu „Badger Badger Badger Badger Mushroom Mushroom“.
Im Jahr 2013 veröffentlichte der Komiker MrWeebl im Rahmen einer Tierschutzkampagne eine Abwandlung der Animation, „Save The Badger Badger Badger“.